# Postasterope messingi
Postasterope messingi är en kräftdjursart som beskrevs av Louis S. Kornicker 1986. Postasterope messingi ingår i släktet Postasterope och familjen Cylindroleberididae. Inga underarter finns listade i Catalogue of Life.